# Jean Suau
Jean Suau (Rieumes, 1503 – Roma, 29 aprile 1566) è stato un cardinale e vescovo cattolico francese.
A motivo del luogo di nascita e per italianizzazione o latinizzazione del nome fu detto anche Giovanni Reumano, o Suard, o Johannes Suavius.

## Biografia
Papa Paolo IV lo elevò al rango di cardinale-presbitero del titolo di San Giovanni a Porta Latina nel concistoro del 20 dicembre 1555: lo stesso giorno lo elesse vescovo di Mirepoix; in seguito optò per il titolo di Santa Prisca.
Morì il 29 aprile 1566 e fu sepolto nella chiesa di Santo Spirito in Sassia.

## Successione apostolica
La successione apostolica è:
- Cardinale Gianbernardino Scotti, C.R. (1560)
- Vescovo Francesco Beltramini (1565)